# ARA Francisco de Gurruchaga (A-3)
ARA Francisco de Gurruchaga (A-3) é um navio-aviso da "Classe Cherokee", pertencente a Armada Argentina.

## História
O navio foi lançado ao mar em novembro de 1944, e navegou para a Marinha dos Estados Unidos, com o nome USS Luiseno (ATF-156). Participou da crise dos mísseis de Cuba, quando na época estava baseado em Base Naval de Guantanamo.
Foi transferido para a marinha da Argentina em 1 de julho de 1975. Sediado na Base Naval de Mar del Plata, e atua na chamada Naval Atlântica (ANAT).
Teve importante participação no salvamento dos sobreviventes do afundamento do Cruzador General Belgrano, durante a Guerra das Malvinas.